# Tirupati (NMA)
Tirupati (NMA) è una suddivisione dell'India, classificata come census town, di 25.670 abitanti, situata nel distretto di Chittoor, nello stato federato dell'Andhra Pradesh. In base al numero di abitanti la città rientra nella classe III (da 20.000 a 49.999 persone). L'acronimo NMA sta per Non Municipal Area ("area non municipale").

## Società

### Evoluzione demografica
Al censimento del 2001 la popolazione di Tirupati (NMA) assommava a 25.670 persone, delle quali 12.168 maschi e 13.502 femmine. I bambini di età inferiore o uguale ai sei anni assommavano a 2.219, dei quali 1.155 maschi e 1.064 femmine. Infine, coloro che erano in grado di saper almeno leggere e scrivere erano 20.595, dei quali 10.196 maschi e 10.399 femmine.